# Paul Desmond
Pour les articles homonymes, voir Desmond.
Paul Desmond, de son vrai nom Paul Emil Breitenfeld, est un musicien et arrangeur de jazz américain né à San Francisco le 25 novembre 1924 et mort à New York le 30 mai 1977.

## Biographie

### Enfance
Paul Desmond, né Paul Emil Breitenfeld à San Francisco, en Californie, en 1924, est le fils de Shirley King et Emil Aron Breitenfeld. Son père, issu d'une famille ashkénaze de Bohême et d'Autriche, était un organiste et pianiste qui a notamment joué pour certains films de cinéma muet, et auteur-compositeur pour music-halls. Sa mère était catholique. Tout au long de sa vie, Desmond n'était pas sûr du lien de parenté avec son père,.
Durant son enfance, il doit quitter la maison familiale à San Francisco à cause des troubles émotionnels dont souffre sa mère[réf. souhaitée]. Il habite pendant quelques années à New Rochelle, dans la banlieue nord de New York, avec d'autres membres de sa famille. De retour à San Francisco, il étudie la clarinette avant de se tourner vers le saxophone alto en 1950[réf. souhaitée].

### Débuts
Engagé dans l'armée pour presque trois ans, il ne sera jamais appelé à combattre. Il y rencontre en 1944 un de ses futurs partenaires, le pianiste Dave Brubeck, avec qui il va souvent jouer en duo. À la fin de leur service militaire, ils promettent de se revoir pour travailler ensemble. C'est en 1946 qu'ils vont former le Dave Brubeck Octet. Ils enregistrent alors un seul album qui sera un échec commercial. Paul Desmond choisit alors de travailler avec le clarinettiste Jack Fina et Alvino Rey. Il revient à San Francisco, après avoir entendu le nouveau trio de Dave Brubeck à la radio (avec Cal Tjader et Ron Crotty). C'est en 1951 qu'ils vont former leur groupe maître, le Dave Brubeck Quartet.

### L'ère du Dave Brubeck Quartet

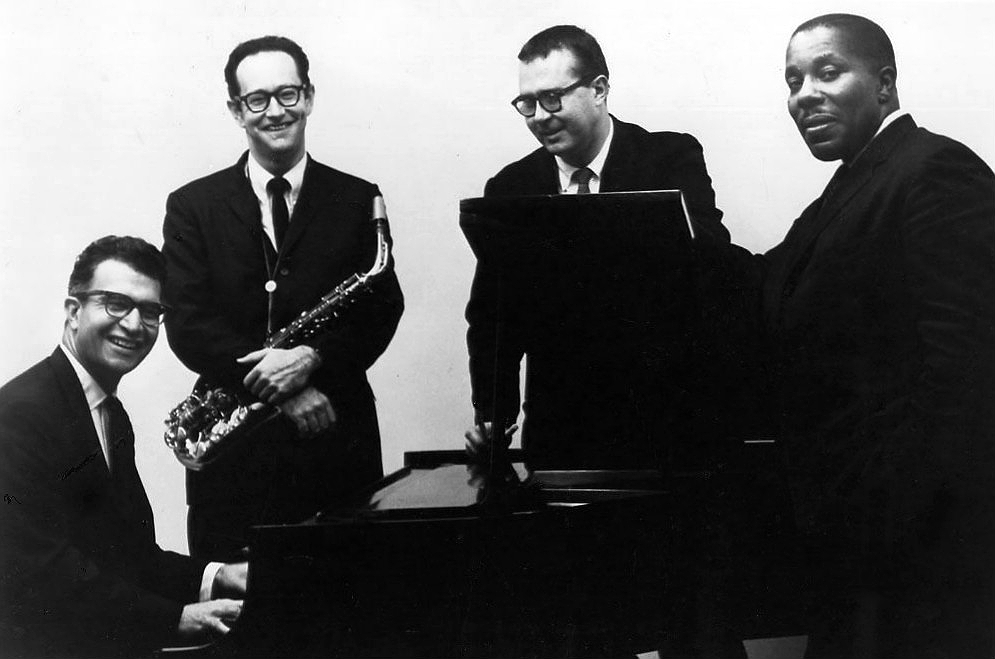
Le Dave Brubeck Quartet, avec Desmond et son saxophone.

Dave Brubeck et Paul Desmond sont les seuls membres fixes du Dave Brubeck Quartet. Celui-ci va connaître beaucoup de changements de bassiste et de batteur jusqu'à l'arrivée d'Eugene Wright, contrebassiste afro-américain, et de Joe Morello à la batterie. Ils enregistrent de nombreux succès, notamment Jazz at Oberlin, en 1953, et Jazz goes to College, en 1954. Mais c'est en 1959 que le quartet connaîtra son plus grand succès musical, l'enregistrement de l'album Time Out, regroupant sept compositions aux signatures rythmiques inhabituelles telles que Blue Rondo a la Turk, Three to get Ready, Pick up Sticks, et surtout la composition maître de Paul Desmond : Take Five, composition à cinq temps, qui fera monter le groupe au plus haut niveau du Billboard Hot 100 et qui sera tout simplement une consécration dans le monde du jazz . Desmond participe à plusieurs autres albums comme la série Time (Time Further Out, Time Changes…) ou la série Impressions (of Japan, of New-York…), et ce jusqu'en 1967, date de la dissolution du quartet.
Les notoriétés de Desmond et Brubeck sont parfois comparées à celles de Billy Strayhorn et Duke Ellington, les premiers restant dans l'ombre des seconds. Take Five est souvent attribué à tort à Brubeck, tout comme Take the "A" Train est parfois crédité à tort à Ellington.

### En dehors du Dave Brubeck Quartet
Desmond a travaillé avec d'autres grands musiciens de jazz, comme Gerry Mulligan, avec qui il a fait plusieurs albums dont Two of a Mind en 1962, Chet Baker, avec qui il a enregistré Together en 1977, et le Modern Jazz Quartet en 1971.
Il a eu son propre quartet avec le guitariste Jim Hall avec lequel il a enregistré plusieurs albums comme Take Ten en 1963 ou Bossa Antigua en 1965.

### Fin de vie
Desmond a toujours connu des problèmes de dépendance chimique depuis l'adolescence. Il était grand consommateur de Scotch Whisky Dewar's et de cigarettes Pall Mall. Il a également été un consommateur d’amphétamines dans sa jeunesse et de cocaïne dans ses dernières années[réf. souhaitée]. Il meurt à 52 ans, en 30 mai 1977, chez lui à New York, après avoir fait une dernière tournée avec Dave Brubeck au mois de février de la même année. À l'annonce de sa maladie, un cancer du poumon, il aurait déclaré, avec son humour légendaire, être content de la santé de son foie.

## Personnalité et rapports à la littérature
Desmond était connu pour être un homme très timide et silencieux et également pour ses citations et son sens de l'humour très fin.
Quand Joe Morello est arrivé dans le Dave Brubeck Quartet en 1956, Desmond, qui avait repéré son jeu subtil aux balais aux côtés de Marian McPartland et l'avait recommandé auprès de Brubeck, fut surpris par la nouvelle tournure de son jeu aux baguettes, qu'il trouvait brutal et fantaisiste. Il menaça de quitter le quartet : « Soit il s'en va, soit je pars. », à quoi Brubeck répondit : « Paul, il ne part pas. » Desmond est pourtant resté tout en ne parlant plus à Morello pendant un an. Les deux se sont réconciliés par la suite. Cela n'empêchait pas Paul Desmond de lire pendant que Joe Morello faisait ses solos de batterie lors d'enregistrements[réf. souhaitée].
Paul Desmond était connu pour être un homme à femmes. Il fut marié pendant trois ans avec Duane Lamon, puis il eut de nombreuses relations avec des très belles femmes ou top modèles de son époque. Toutefois, Desmond n’a plus par la suite donné un tour plus officiel à aucune de ses relations sentimentales.[réf. nécessaire]
Il semble que la lecture était un loisir important dans sa vie, en particulier les œuvres de Timothy Leary et de Jack Kerouac. Il voulait devenir écrivain, mais y a finalement renoncé : « je ne pouvais écrire qu'à la plage et j'ai toujours mis du sable dans ma machine à écrire. » Il a pourtant écrit une nouvelle comique, juste après la dissolution du Dave Brubeck Quartet, How many of you are there in the quartet?, publiée dans le magazine Punch. Il aurait aussi écrit une biographie jamais publiée[réf. nécessaire].

### Pseudonyme
Paul Desmond a donné plusieurs explications au choix de « Desmond » comme pseudonyme : un nom trouvé dans un annuaire téléphonique ou dans le journal, le nom d'une petite amie... Il a raconté un jour avec humour qu'il trouvait que son vrai nom de famille, Breitenfeld, sonnait « trop irlandais » à son goût.
Le saxophoniste Hal Strack, ami de Desmond, raconte qu'en 1942, le chanteur qui remplaçait Howard Dulany dans l'orchestre de Gene Krupa avait un nom italien compliqué, qu'il avait décidé de changer pour Johnny Desmond. Desmond a dit à Hal Strack : « Mais c'est un super nom, ça, tu sais. C'est doux mais ça reste peu commun. Si un jour je change de nom, ça sera Desmond. »

## Style et matériel
Le jeu de Paul Desmond est fluide et aéré, très peu doté de vibrato, avec un son très doux, ce qui faisait tout son charme (un son ressemblant au saxophone de Lee Konitz). Son style se détache fortement de celui de Charlie Parker, bien que Desmond en fût un grand admirateur[réf. souhaitée]. Il est un des seuls saxophonistes de cette période à avoir connu le succès en ne copiant pas le style parkérien[réf. souhaitée]. Son son très « pur », son phrasé décontracté et inspiré, son sens du swing en font un des musiciens les plus populaires du Jazz West Coast.
Desmond possédait un saxophone alto Selmer Super Balanced Action depuis 1951 avec un bec M.C Gregory 4A-18M et utilisait des anches Rico 3 ½. Il l'a légué à Michael Brubeck, deuxième fils de Dave et Iola Brubeck.

## Discographie partielle

### Albums solo
- East Of The Sun (1959)
- Desmond Blue (1961)
- Take Ten (RCA) (1963)
- Glad To Be Unhappy (1964)
- Easy Living (1965)
- Bossa Antigua (1964)
- From the hot afternoon (verve/AM, avec des musiciens brésiliens) (1969)
- Bridge Over Troubled Water (1970)
- Skylark (en) (CTI) (1973)
- Pure Desmond (1974)
- Together (1977)

### The Dave Brubeck Quartet
- The Dave Brubeck Octet (1946)
- Brubeck/Desmond (1951)
- Stardust (1951)
- The Dave Brubeck Quartet (1951)
- Jazz At Oberlin (1953)
- Audrey (1954)
- Jazz Goes To College (1954)
- Jazz Impressions of Eurasia ( 1958)
- Time Out (1959)
- Time Further Out (1961)
- Countdown, Time in outer space (1962)
- The Real Ambassadors (1962)
- Blue Rondo a la Turk (1963)
- Jazz at Carnegie Hall (1963)
- Jazz Impressions of USA (1964)
- Jazz Impressions of New York (1964)
- Jazz Impressions of Japan (1964)
- Time In (1965)
- Bravo! Brubeck! (1966)
- The Buried Trasures (live in Mexico) (1967)
- We're all together again for the first time (1972)
- The Duets (1975)

### Autres collaborations
- Gerry Mulligan - Paul Desmond Quartet (Verve) (1958)[13],[14], publié à nouveau en 1962 sous le titre Blues in Time[13]
- Two of a Mind avec Gerry Mulligan (1962)
- Quartet Gerry Mulligan et Paul Desmond (Verve) (1975)
- The Modern Jazz Quartet featuring Paul Desmond (1971)
- Concierto de Jim Hall, avec Chet Baker, Ron Carter... (CTI) (1975)

## Sources et bibliographie
- Paul Benkimoun, Cinq temps pour Desmond, les Autodidactes, 1995 (court texte accompagné d’illustrations de Loustal)
- Alain Gerber, Paul Desmond et le côté féminin du monde, 2006 Fayard